# Национални парк Централни Балкан
Национални парк Централни Балкан (буг. Национален парк Централен Балкан) се налази у централној Бугарској, на централним и вишим деловима Старе планине. Његова надморска висина се креће од 550 m у близини града Карлово до 2376 m на врху Ботев, који је и највиши врх на планини. Основан је 31. октобра 1991. године. Национални парк Централни Балкан је трећа по величини заштићена територија у Бугарској, са површином од 716,69 km². Он се простире на територији 5 бугарских области: Ловечке, Габровске, Софијске, Пловдивске и Старозагорске. Национални парк обухвата девет резервата природе који заузимају 28% територије парка: Боатин, Царичина, Козија Стена, Стенето, Северни Џендем, Пештанска Скала, Соколна, Џендема и Стара Река.
Национални парк Централни Балкан један је од највећих и највреднијих заштићених подручја у Европи. Међународна унија за заштиту природе (МУЗП, енг. IUCN) парк је сврстала у категорију II. Два од четири природна резервата укључени су у листу УН репрезентативних заштићених подручја, а четири од девет природна резервата се налазе на Унеско-ву листу Резервати биосфере кроз програм Човек и биосфера. Пуноправни је члан WWF-ове фондације ПАН паркови. Од 2017. године, старе букове шуме из свих девет природних резервата прикључене су Карпатским и немачким прашумама букве на листи светске баштине.
Парк се налази у подручју екорегиона Родопске планинске мешовите шуме у оквиру палеоарктичког биома широколисних и мешовитих шума умереног предела. Станиште је ретких и угрожених врста и заједница дивљих животиња, саморегулишућих екосистема биолошке разноврсности, као и историјских локација од глобалног културног и научног значаја. Флору чине 2340 врсте и подврсте биљака. Шума покрива 56% површине парка. Ту живи 59 врста сисара, 224 врста птица, 14 врста гмизаваца, 8 врста водоземаца и 6 врста риба, и преко 2387 врста бескичмењака.

## Историја
Национални парк Централни Балкан основан је 1991. године како би се очувао јединствен природни предео и наслеђе ове области и заштитили обичаји и начин живота локалног становништва. Парком управља регионално министарство за животну средину и воду Бугарске.

### Статистички подаци
- Површина: 71.669,5 хектара
- Дужина: 85 km
- Просечна ширина: 10 km
- Највиши врх: Ботев 2,376 m
- Најнижа тачка: у близини града Карлово, око 500 m надморске висине
- Шумско подручје: 44.000,8 хектара
- Подручје без дрвећа: 27.668,7 хектара
- 70% природних екосистема
- 9 резервата природе, са заједничком површином од 20,019 хектара

## Екосистеми
Стогодишње шуме букве, смрче, граба, јеле, и храста китњака су најзаступљеније у парку. У парку је идентификовано више од половине флоре Бугарске, од којих су 10 врста и 2 подврсте ендемичне, и нигде се на свету не срећу више. Преко 130 биљака и животиња које насељавају национални парк Централни Балкан налазе се на светској црвеној листи IUCN.
У парку расте 166 познатих врста лековитих биљака, 12 су заштићене законом. Поред тога, постоји и 229 врста маховине, 256 врста гљива и 208 врста алги. Централни део Старе планине је дом 70% свих бескичмењака и 62% кичмењака у Бугарској. Постоји 224 посебне врсте птица, што чини национални парк Централни Балкан важним међународним уточиштем за птице.

## Терен
Терен парка обухвата велике високо-планинске ливаде, вертикалне стене, падине, дубоке кањоне, водопаде, као и бројне врхове, од којих се око 20 налази на надморској висини од 2.000 m и више. Национални парк Централни Балкан је омиљено место за туристе, природњаке и научнике.